# Протесты в Республике Алтай (2025)
21 июня в Горно-Алтайске, столице Республики Алтай, вспыхнул протест против ликвидации сельских советов. Общественник Павел Пастухов полагает, что на акцию могли выйти около 4 тысяч человек. Протестующие выступают против ликвидации сельских советов, против внесения поправок в республиканскую конституцию, а также за отставку главы республики Андрея Турчака и председателя правительства Александра Прокопьева.

## История

### Изменение Конституции Республики Алтай
В апреле 2025 года в Конституцию Республики Алтай были предложены поправки, согласно которым из неё исключаются положения о целостности и неотчуждаемости. Жители республики обеспокоены тем, что Республика Алтай может лишиться своего республиканского статуса, а затем присоединена к Алтайскому краю.

### Ликвидация сельсоветов
24 июня 2025 года парламент Республики Алтай принял законопроект, согласно которому в республике ввели одноуровневую систему местного самоуправления, ликвидировав таким образом сельские советы (сельские поселения и местные советы депутатов). Ранее Государственная дума приняла законопроект, который позволяет властям субъектов упразднять самоуправление городских и сельских поселений.

### Протесты в июне
11 июня в Горно-Алтайске прошёл митинг памяти первого главы республики Валерия Чаптынова, вдова которого выступила с резкой критикой Турчака.
12 июня жители республики перекрывали дорогу на перевале Чике-Таман в знак протеста против назначения Александра Прокопьева премьер-министром республики и ликвидации сельсоветов. Позднее полиция составила протоколы на восьмерых жителей республики, которых посчитала организаторами несанкционированной акции. Евгения Тарбаева и Максима Кухаева сочли организаторами митинга и на них составили протоколы по части 3 статьи 20.2 КоАП РФ. Амаду Якшимаева, Айаса Дидрукова, Геннадия Тайлонова, Михаила Елдошева, Юрия Бочкина и Радиона Башпакова сочли участниками несогласованного митинга по части 6.1 статьи 20.2 КоАП РФ. Впоследствии на восьмерых из них были составлены административные протоколы, а Турчак назвал протестующих «провокаторами», нарушившими «покой духов».